# Rietwijkeroord
Rietwijkeroord is de naam van een ambachtsheerlijkheid ten noordoosten van de Haarlemmermeer en ten zuiden van de Nieuwe Meer. Het was onderdeel van de vroegere heerlijkheid Rietwijk-en-Rietwijkeroord. In 1633 kocht Adriaen Pauw, heer van Heemstede en Bennebroek, de ambachtsheerlijkheid Rietwijk en Rietwijkeroord.
Bij keizerlijk Decreet van 21 oktober 1811 werd het ambacht Rietwijkeroord bij Nieuwer-Amstel gevoegd; bij koninklijk besluit van 13 december 1815 werd Rietwijkeroord weer zelfstandig en vervolgens bij Wet van 23 april 1854 weer samengevoegd met Nieuwer-Amstel.
Het fort aan het Schiphol, onderdeel van de Posten van Krayenhoff, later de Stelling van Amsterdam, lag oorspronkelijk in Rietwijkeroord. Na de aanleg van de Ringvaart van de Haarlemmermeer kwam het in de Haarlemmermeerpolder te liggen. Het werd gesloopt in 1934.
De gemeente telde in 1822 slechts 64 inwoners en het grondgebied besloeg 333 hectare. Toen de gemeente in 1854 opging in Nieuwer-Amstel waren er slechts 81, het was een van de kleinste gemeenten in de provincie.
Aan de oostkant lag de Bleekerskade waar de Karsebrug over de Landscheidingsvaart de verbinding vormde met de Karselaan. In het buurtje bij de brug was ook het raadhuisje van de gemeente. Dit werd gesloopt in 1940 voor de aanleg van het Amsterdamse Bos. Van de oude boerderijen van Rietwijkeroord bestaat alleen nog Meerzicht, nu bekend als pannekoekenboerderij.
Vanaf de jaren dertig van de 20e eeuw werd op het inmiddels uitgeveende de Rietwijkeroorder polder het Amsterdamse Bos aangelegd.